# 綾織

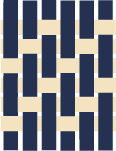
綾織の組織図（2/1）

綾織（あやおり、英: twill: ツイル）もしくは斜文織（しゃもんおり）とは、織組織の一つで、タテ糸が2本もしく3本のヨコ糸の上を通過した後、1本のヨコ糸の下を通過することを繰り返して織られたもの。平織、繻子織とあわせて三原組織の一つである。糸の交差する組織点が、斜紋線（しゃもんせん）または綾目（あやめ）と呼ばれる線を斜めに表し、できあがった模様は左右非対称になる。織組織の関係上、生地の表面はタテ糸の割合が多い。平織に比べると摩擦に弱く強度に欠けるが、地合は密で柔らかく、伸縮性に優れ、シワがよりにくい等の利点がある。
2本交差の場合を「三つ綾（2/1）」、3本交差の場合を「四つ綾（3/1）」と呼び、それぞれ斜線の角度は異なる。四つ綾（3/1）の織物を一般的に「ツイル」と呼んでいる。また（2/2）組織の綾織物もあり、これも四つ綾と呼ぶ。これはタテ糸とヨコ糸の割合が生地の表裏ともに同一で、斜線の角度が45°なのが特徴（生地の裏表は綾目の向きで判別する）。代表的な織物に「サージ」がある。

## 代表的な綾織の織物
- 綿
  - 綿ギャバジン - タテ糸・ヨコ糸ともに双糸の2/2綾織物でタテ糸の本数がヨコ糸の倍使われており、綾目が急角度になっているのが特徴。代表的なものに「バーバリー」がある。
  - 綿ネル - 正式には「フランネル」という。生地の両面に起毛加工が施されている。
  - 綿サージ - 下述の通り。
  - デニム - タテ糸にインディゴの先染め糸を使用した綾織物。3/1綾が主流だが、2/1綾のものもある。
  - ドリル（葛城）
  - ダンガリー - タテ糸に未晒し糸、ヨコ糸に染め糸を使った綾織物。名称はムンバイのダングリが由来。
  - ビエラ(viyella) - ネルの一種。毛（55％）と綿（45％）を混紡した糸を用いた綾織物。
  - 綿カルゼ - タテ糸に杢糸もしくは霜降り糸の2本引き揃え、ヨコ糸に染め糸（2本引き揃えも有）を使用した2/2綾織物。
- ウール
  - ギャバジン (gabardine) - 上述の通り。
  - サージ （serge） - クリア加工という表面の毛羽をなくす仕上げを施した綾織りの洋服生地。羊毛製（ウールサージ）の外、木綿、絹、ナイロン、混紡製などがある。生地表面が滑らかで肌触りがよく、学校の制服やスーツなどに利用される。和服ではセルジ（セル地）と呼ばれる。背広や外套に使われる。アイロンを掛けるとテカリが出やすい。
  - シャークスキン - 外套や背広に用いられる。真夏に使われる。
  - ツイード - 杉綾織りにしたものを特に「ヘリンボーン」（herring bone）と呼ぶ。ジャケットに利用される。
  - カルゼ（英語版） - タテ糸に杢糸もしくは霜降り糸の2本引き揃え、ヨコ糸に単糸（もしくは2本引き揃え）を使用した2/2綾織物。名称はイギリスのサッフォード州の毛織物の産地カージーに由来する。　
  - サキソニー（サクソニー）
  - ドスキン
    - カシドス（カシミアドスキン）

  - フラノ
  - メルトン - 外套に使われる。Pコートなど。
  - ラシャ